# Louis de Lorraine (1692-1743)
Louis de Lorraine, né le 13 février 1692 et mort le 9 septembre 1743, prince de Lambesc est un représentant de la Maison de Guise, branche cadette et française de la Maison de Lorraine.

## Biographie
Fils d'Henri de Lorraine, comte de Brionne et de Marie Madeleine d'Epinay, il est encore enfant quand il est immortalisé avec sa mère, vers 1697, par le peintre François de Troy. Il était aussi comte de Brionne et, par son épouse, comte de Braine.  
Il fait une carrière militaire, qu'il débute en servant dans les mousquetaires. Il s'est battu au côté de son oncle Charles de Lorraine, comte d'Armagnac.
En 1708, il devient mestre de camp d'un régiment de cavalerie. L'année suivante, il sert à la bataille de Malplaquet, où il est blessé de deux coups de sabre et fait prisonnier par le prince de Savoie, puis libéré sur parole. En 1712, il devient gouverneur de l'Anjou. En 1719, il est promu brigadier des armées du Roi. il est aussi sénéchal héréditaire de Bourgogne.

### Mariage

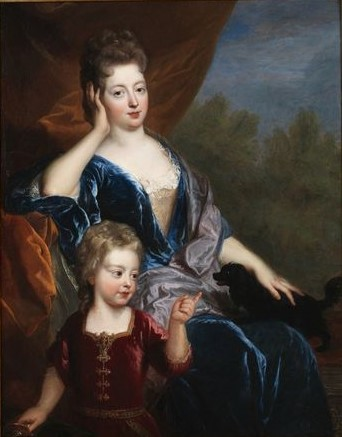
Le prince de Lambesc et sa mère par Troy.

Louis de Lorraine épouse le 21 mai 1709 Jeanne Henriette de Durfort, comtesse de Braine, fille de Jacques-Henri II de Durfort, 2e duc de Duras, comte de Rauzan, et de Marie-Madeleine Eschalart de La Marck, comtesse de Braine, petite-fille de Jacques Henri I de Durfort, 1er duc de Duras. D'où six enfants, dont deux sont portraiturés ensemble par Nattier en 1732 :
1. Jeanne Louise de Lorraine, célibataire, dite "Mademoiselle de Lambesc" (4 décembre 1711 - 2 octobre 1772) ;
2. Henriette Julienne Gabrielle de Lorraine (3 octobre 1722 - 24 mars 1761), mariée en 1739 avec Jaime Álvares Pereira de Melo (en), 3e duc de Cadaval, 5e marquis de Ferreira, dont postérité  ;
3. Louise de Lorraine (21 janvier 1724 - 16 janvier 1747), mariée en 1746 avec Alexandre Ferdinand de Tour et Taxis (en), sans postérité ;
4. Louis-Charles de Lorraine, prince de Lambesc, comte de Brionne, qui continue la lignée (10 septembre 1725 - 28 juin 1761) ;
5. François Camille de Lorraine, prêtre, dit "l'abbé de Lorraine", abbé de Saint Victor de Marseille, abbé de Jumièges (31 octobre 1726 - 30 novembre 1788) ;
6. Henriette Agathe Louise de Lorraine, célibataire (13 juillet 1731 - 30 novembre 1756).